# محمد رضا الأزري
محمد رضا بن محمد بن محمود الحظيري التميمي الأزري (1749 - 1825) كاتب وشاعر عراقي. ولد في بغداد. درس على أخيه الأكبر يوسف وغيره من فضلاء عصره وولع بحفظ القصائد الطوال من شعر العرب.أهم شعره رثاء أهل البيت . توفّي في بغداد.

## سيرته
ولد محمد رضا بن محمد بن محمود الحظيري التميمي الأزري سنة 1162 هـ/ ودرس العلوم العربية على أخيه الكبير يوسف الأزري وعلى غيره من فضلاء عصره. وولع بحفظ القصائد الطوال من شعر العرب فقد رووا عنه إنه كان يحفظ المعلقات السبع وقسما عظيما من أشعار الجاهلية علاوة على الخطب والأحاديث المروية عن العرب. و«كان نشيطا مفتول الساعدين قوي البنية معدودا من أبطال الفتوة بين أقرانه». وهو أصغر أخوته ولم يعقب.

توفي سنة 1240 هـ/ في بغداد.

## شعر
أهم شعره رثاء أهل البيت وهو المعول عليه وبه امتاز واشتهر أما الباقي من شعره ففي أغراض شتى. وقد حدثت في زمانه الهجوم على كربلاء في 1802 فنظم على أثرها ثلاث قصائد تشتمل على مائتين وستين بيتا ذكر بها الواقعة المذكورة وختم كل منها بتاريخ.

وأما شعره فقد نهج به منهج المخضرمين. وتاريخ قصائده أكثرها نظمت بعد وفاة أخيه كاظم الأزري ومنها يظهر إنه لم يتصد إلى إظهار أدبه في زمن حياة أخيه. وقد تفرد بنظم قصائد جعل كل شطر منها تاريخا وهذا ليس بالعمل السهل وإن لم يكن مفيدا ولكنه يدل على قدرة فائقة وباع طويل. أما ديوانه الموجود فلا يشتمل على أكثر من ألف وخمسمائة بيت.